# Linet Chepkwemoi Masai
Linet Chepkwemoi Masai, född den 5 december 1989 i Kapsokwony, Mount Elgon, är en kenyansk friidrottare som tävlar i medel- och långdistanslöpning. Hon är syster till olympiska löparen Moses Masai.
Masai vann under 2007 guld vid VM i terränglöpning i juniorklassen. Samma år blev hon fyra vid IAAF World Athletics Final i Stuttgart både på 3 000 meter och 5 000 meter. 
Under 2008 slutade hon trea vid VM i terränglöpning för seniorer. Hon deltog även vid Olympiska sommarspelen 2008 där hon slutade fyra på 10 000 meter. Hennes fjärdeplats korrigerades till en bronsmedalj sedan Elvan Abeylegesse diskvalificerats för doping. Hon blev även fyra vid IAAF World Athletics Final på 5 000 meter samt femma på 3 000 meter.
Under 2009 blev Masai tvåa vid VM i terränglöpning i Amman. Sin största seger vann hon senare under samma säsong då hon blev världsmästare på 10 000 meter vid VM i Berlin. 

## Personliga rekord
- 3 000 meter: 8.38,97
- 5 000 meter: 14.35,39
- 10 000 meter: 30.26,50